# Rui Vinhas
Rui Pedro Carvalho Vinhas (Sobrado, Valongo, 6 de dezembro de 1986) é um ciclista profissional português cuja última corrida foi disputada ao serviço da equipa W52-FC Porto.
A 4 de outubro de 2022 foi suspenso pela UCI por 3 anos devido a doping.

## Palmarés
- 2016
  - Volta a Portugal[4]

- 2017
  - 2.º no Campeonato de Portugal em Estrada

- 2019
  - 1 etapa do Troféu Joaquim Agostinho